# Von Mühlenen
Von Mühlenen est une marque de fromage et une fromagerie suisse, ayant son siège à Guin (canton de Fribourg), contrôlée par la famille Von Mühlenen de sa création en 1861 à sa vente à la société Cremo SA en 2006. Elle produit principalement du gruyère et de l'emmental, mais aussi du vacherin fribourgeois et de la raclette, à partir de la production d'une quinzaine d'exploitations laitières. Son gruyère a remporté à quatre reprises le « championnat du monde des fromages » lors des World Cheese Awards, la dernière fois en 2015.